# Blabia incompta
Blabia incompta là một loài bọ cánh cứng trong họ Cerambycidae.